# Надвирна
Надвирна (укр. Надвірна) град је Украјини у Ивано-Франкивској области. Према процени из 2012. у граду је живело 22.093 становника.

## Становништво
Према процени, у граду је 2012. живело 22.093 становника.
| 1979.  | 1989.  | 2001.  | 2012.  |
| ------ | ------ | ------ | ------ |
| 18.264 | 20.299 | 20.932 | 22.093 |

## Градови побратими
- Прудњик, Пољска
- Крнов, Чешка